# Adicella alcyo
Adicella alcyo är en nattsländeart som beskrevs av Schmid 1994. Adicella alcyo ingår i släktet Adicella och familjen långhornssländor. Inga underarter finns listade i Catalogue of Life.